# Communauté de communes Val de Besbre-Sologne Bourbonnaise
Die Communauté de communes Val de Besbre-Sologne Bourbonnaise ist ein ehemaliger französischer Gemeindeverband mit der Rechtsform einer Communauté de communes im Département Allier in der Region Auvergne-Rhône-Alpes. Sie wurde am 1. Juni 2001 gegründet und umfasste 16 Gemeinden. Der Verwaltungssitz befand sich im Ort Dompierre-sur-Besbre.

## Historische Entwicklung
Der Gemeindeverband wurde 2001 von 28 Gemeinden gegründet. Noch im Lauf desselben Jahres traten 14 von ihnen wieder aus, die Gemeinden Mercy und Beaulon traten ein.
Mit Wirkung vom 1. Januar 2017 fusionierte der Gemeindeverband mit der Communauté de communes Donjon-Val Libre und der Communauté de communes Varennes-Forterre und bildete so die Nachfolgeorganisation Communauté de communes Entr’Allier Besbre et Loire.

## Ehemalige Mitgliedsgemeinden
1. Beaulon
2. Châtelperron
3. Chavroches
4. Diou
5. Dompierre-sur-Besbre
6. Jaligny-sur-Besbre
7. Liernolles
8. Mercy
9. Monétay-sur-Loire
10. Pierrefitte-sur-Loire
11. Saint-Léon
12. Saint-Pourçain-sur-Besbre
13. Saint-Voir
14. Saligny-sur-Roudon
15. Thionne
16. Vaumas